# Renzo Silvestri
Renzo Silvestri (Ripi, 14 settembre 1919 – 21 maggio 2000) è stato un politico e avvocato italiano.

## Biografia
Viene eletto nelle file del Partito Comunista Italiano nella II e III legislatura alla Camera dei deputati, dal 1953 al 1963.